# Турачні
Турачні (Musophaginae) — підродина птахів родини туракових (Musophagidae). Містить 17 видів у трьох родах. Поширені в Африці.

## Види
- Рід Гребінчастий турако (Ruwenzorornis)
  - Турако гребінчастий (Ruwenzorornis johnstoni)
- Рід Фіолетовий турако (Musophaga)
  - Турако червоночубий (Musophaga rossae)
  - Турако фіолетовий (Musophaga violacea)
- Рід Турако (Tauraco)
  - Турако камерунський (Tauraco bannermani)
  - Турако білочубий (Tauraco leucolophus)
  - Турако ангольський (Tauraco erythrolophus)
  - Турако зеленочубий (Tauraco persa)
  - Турако-книсна (Tauraco corythaix)
  - Турако мозамбіцький (Tauraco livingstonii)
  - Турако кенійський (Tauraco fischeri)
  - Турако червонодзьобий (Tauraco schuettii)
  - Турако заїрський (Tauraco schalowi)
  - Турако танзанійський (Tauraco hartlaubi)
  - Турако ефіопський (Tauraco ruspolii)
  - Турако фіолетовочубий (Tauraco porphyreolophus)
  - Турако жовтодзьобий (Tauraco macrorhynchus)
  - Турако сірокрилий (Tauraco leucotis)